# De Julio (manzana)
De Julio es el nombre de una variedad cultivar de manzano (Malus domestica). Esta manzana es originaria de Galicia, está cultivada en la colección de árboles frutales y banco de germoplasma de Mabegondo con el Nº 104; ejemplares procedentes de esquejes localizados en A Leixa, lugar de la parroquia de Veiga, en el municipio de Ortigueira (La Coruña).

## Sinónimos
- "Manzana De Julio",[4][5]
- "Maceira De Julio".

## Características
El manzano de la variedad 'De Julio' tiene un vigor vigoroso. Tamaño grande y porte erguido.
Época de inicio de brotación a partir del 26 de marzo y de floración a partir de 20 de abril.
Las hojas tienen una longitud del limbo de tamaño medio, con la máxima anchura del limbo es media. Longitud de las estípulas es corta y la máxima anchura de las estípulas es media. Denticulación del borde del limbo es ondulado, con la forma del ápice del limbo mucronado y la forma de la base del limbo es agudo. Con subestípulas presentes.
Sus flores tienen una longitud de los pétalos larga, anchura de los pétalos es media, disposición de los pétalos en contacto
entre sí, con una longitud del pedúnculo media.
La variedad de manzana 'De Julio' tiene un fruto de tamaño pequeño, de forma plana-globosa, de color bicolor, con chapa salpicada, e intensidad fuerte. Epidermis de textura rugosa, sin pruina en su superficie y con presencia de cera nula. Sensibilidad al "russeting" (pardeamiento áspero superficial que presentan algunas variedades) muy poco sensible. Con lenticelas de tamaño mediano.
Los sépalos están dispuestos de forma parcialmente replegados, y superpuestos en su base; su fosa calicina es profunda y de una anchura media. Pedúnculo de grosor grueso y de longitud corto, siendo la cavidad peduncular de una profundidad poco profunda y de anchura estrecha. Con pulpa de color blanca, cuya firmeza es suave y su textura harinosa; su jugosidad es intermedia, con sabor de acidez débil, y poco aromática, anisado.
Época de maduración y recolección desde 6 agosto. 'De Julio' es una manzana que su destino es la conservación de esta variedad en el banco de germoplasma de Mabegondo como reserva genética.

## Susceptibilidades
- Oidio: ataque medio
- Moteado: ataque débil
- Raíces aéreas: no presenta
- Momificado: ataque medio
- Pulgón lanígero: ataque medio
- Pulgón verde: ataque medio
- Araña roja: no presenta
- Chancro del manzano: ataque débil[3]